# The Overseer
The Overseer is een compositie voor brassband van de Britse componist Peter Yorke, die later ook voor fanfare bewerkt werd. Op het Wereld Muziek Concours te Kerkrade in 1970 was het een verplicht werk voor fanfareorkesten in de 2e divisie.